# Ministero del commercio internazionale e dell'industria
Il Ministero del commercio internazionale e dell'industria (通商産業省?, Tsūshō sangyō-shō, in inglese Ministry of International Trade and Industry, da cui l'acronimo MITI) fu un importante organo amministrativo del governo del Giappone dal 1949 al 2001, anno in cui fu riorganizzato e rinominato Ministero dell'economia, del commercio e dell'industria (METI).

## Funzioni e organizzazione
Il Ministero del commercio internazionale e dell'industria è considerato l'istituzione che detenne il massimo potere nell'ambito delle politiche economico-industriali durante il secondo dopoguerra in Giappone, sebbene non adottò mai modalità di intervento comparabili al dirigismo statale, mantenendo dunque un sistema economico basato sul capitalismo. 
Sin dalla sua nascita, le funzioni del MITI riguardarono:
- Ristrutturazione di settori industriali in crisi;
- Politica tecnologica (attraverso la promozione dell'innovazione e dell'introduzione di know-how nelle piccole e medie imprese);
- Politica commerciale, in particolare rivolta verso l'estero;
- Politica energetica.

Inoltre, a partire dagli anni Settanta, si occupò anche di politiche di tutela ambientale.
Il MITI era strutturato in Direzioni generali tra cui alcune controllavano orizzontalmente tutti i settori di cui era composto il Ministero, come ad esempio l'Ufficio sulle politiche per il commercio internazionale (産業政策局?,  Sangyō seisaku kyoku) e altre che invece detenevano l'autorità su divisioni specifiche, le cosiddette genkyoku (限局? letteralmente “uffici specializzati"). Questa struttura costituiva un sistema bilanciato di controlli reciproci tra i diversi settori.

## Storia

### Creazione
Nel 1949 il generale MacArthur, che con il suo ruolo di Comandante supremo delle forze alleate aveva avuto, fino a quel momento, un ruolo di primo piano nell'amministrazione del Giappone occupato militarmente, avviò un iniziale trasferimento di alcuni dei suoi poteri al governo giapponese in vista del trattato di pace che era in corso di preparazione. MacArthur e il suo staff (acronimo inglese SCAP), infatti, pilotarono gran parte delle scelte economico-politiche durante l'immediato dopoguerra, tra cui lo smantellamento degli zaibatsu (1945), nonché quella dei primi sindacati legittimati dal governo, la riforma agraria e quella del mercato del lavoro, così come l'approvazione della Legge antitrust (独占禁止法?,  Dokusen kinshihō) nel 1947. Questo potere derivava dagli accordi riguardanti le modalità in cui si sarebbe svolta l'occupazione: a livello economico le forze Alleate avevano il diritto di esercitare un controllo capillare sull'import-export giapponese, così come su tutte le transazioni finanziarie verso l'estero. Dopo essere arrivato alla conclusione, nel 1948, che fosse necessario un cambio di passo per permettere la ripresa dell'economia e soprattutto incentivare il transito verso l'autosufficienza del Giappone, MacArthur fece pervenire al governo presieduto da Shigeru Yoshida, da poco insediatosi (15 ottobre 1948), il suo Piano per la stabilizzazione economica (Economic Stabilization Plan) in nove punti, tra i quali i principali erano l'aumento della produzione, la lotta all'evasione fiscale e il rafforzamento dei controlli sul commercio estero, tutte misure di cui il governo giapponese avrebbe dovuto assumersi la piena responsabilità, sia riguardo all'elaborazione di politiche dettagliate per la loro attuazione, sia riguardo alla loro riuscita, soprattutto rispetto agli effetti che esse avrebbero avuto sulla popolazione. Nonostante la piena responsabilità che l'amministrazione giapponese avrebbe dovuto assumersi, gli Stati Uniti si impegnarono a dare direttive principalmente nella persona del banchiere Joseph Morrell Dodge, già consulente finanziario del generale Lucius D. Clay in Germania, che arrivò in Giappone nel febbraio del 1949, insieme ad un gruppo che avrebbe invece lavorato ad una riforma fiscale, capeggiato da Carl Shoup. 
La decisione più importante che Dodge fece prendere al governo, con il piano che prese il suo nome (“piano Dodge”), fu la fissazione del tasso di cambio a 360 ¥ per dollaro e il taglio del tasso d'inflazione attraverso una rigida riduzione della domanda interna, con un metodo definito da alcuni come una “razionalizzazione ottenuta attraverso la disoccupazione” (首切り合理化?, kubikiri gōrika, letteralmente “razionalizzazione attraverso la decapitazione”), che consisteva principalmente nel taglio dei salari o nel licenziamento dei lavoratori.
Nel frattempo il governo, senza consultare Dodge, aveva invece deciso di dare attuazione al piano economico di MacArthur a suo modo, abolendo il Ministero del commercio e dell’industria (商工省?,  Shōkōshō) che a sua volta aveva assorbito il vecchio Ministero delle munizioni (軍需省?, Gunjushō), quest'ultimo retaggio del tempo di guerra; venne inoltre soppresso il Consiglio per il commercio (貿易長?, Bōeki chō), un'agenzia governativa creata per ordine dello SCAP nel 1945 per la gestione delle merci che lo stesso Comando supremo importava in Giappone. Le funzioni di questi apparati di governo vennero quindi riunite in una nuova istituzione: il Ministero del commercio internazionale e dell'industria. Heitarō Inagaki, ultimo titolare del Ministero del commercio e dell'industria, fu anche il primo ministro del MITI. Il nuovo ministero assunse come una priorità lo sviluppo del commercio estero, e non solo della produzione industriale, a differenza del vecchio Ministero del Commercio e Industria che negli anni tra la fine della guerra e ila sua dissoluzione aveva messo le esportazioni nettamente in secondo piano.
Il trasferimento dei poteri, a livello economico, dal Comando supremo al governo giapponese si avviò intanto verso la conclusione, con la spinta del primo in direzione dell'approvazione della Legge per il controllo dei cambi e del commercio estero (外国為替及び外国貿易法?, Gaikoku kawase oyobi gaikoku bōeki hō), promulgata il 1º dicembre 1949, attraverso la quale si sarebbe esercitato un controllo sulle acquisizioni di valuta straniera derivanti dalle esportazioni. Sebbene il Comando Supremo avesse dato a questa legge solo un valore temporaneo, ovvero finché non fosse riuscita a proteggere la bilancia dei pagamenti verso l'estero, essa si rivelò uno strumento di controllo industriale importante per il MITI, e per questo rimase in vigore per i successivi trent'anni, anche se non con la stessa efficacia dei primi anni dalla sua promulgazione. In generale, nonostante l'esteso campo d'azione che l'amministrazione centrale aveva a disposizione in campo economico-industriale, il forte intervento governativo nelle questioni economiche del Paese dal dopoguerra in poi non si tramutò mai in un sistema dirigista, che gli stessi politici rigettavano: un sistema dirigista avrebbe nazionalizzato industrie chiave ritenute in difficoltà, ma in Giappone questo non accadde; l'intervento statale assunse al massimo la forma di incentivi agli investimenti di capitali nei settori industriali che il governo riteneva basilari.

### Guerra di Corea
Durante il Piano Dodge vennero gettate le basi per il sistema che avrebbe sostenuto l'elevata crescita economica degli anni successivi. Il suddetto piano aveva fermato l'inflazione, seppur con pesanti conseguenze sulla debole ripresa che era stata avviata grazie alla priorità data alla produzione industriale negli anni immediatamente successivi alla fine della guerra. L'evento che avviò stabilmente il sistema economico del Giappone verso una fase di espansione fu la guerra di Corea: analogamente a quanto era avvenuto durante la prima guerra mondiale, il Giappone poté giovare dello sforzo bellico dei suoi alleati per aumentare il proprio PIL, grazie alle richieste delle forze militari dell'ONU, e soprattutto di quelle americane, che oltre a sfruttare il Giappone come base logistica, richiesero forniture militari durante i tre anni del conflitto. I profitti delle imprese che risultarono da questo sforzo produttivo si avvicinò ai due miliardi e mezzo di dollari, per la precisione 2,37 miliardi, e sommati alle spese effettuate dalle truppe statunitensi in Giappone, queste “commesse speciali” (特需 tokuju?) costituirono il 37% del totale del commercio estero tra il 1952 e il 1953, e continuarono a generare profitto ancora nel biennio 1959-60 (11%). Fu il MITI a supervisionare questa produzione, per fare in modo che i profitti venissero investiti in industrie essenziali. Il lato negativo di questa intensa domanda era dato dai ritardi nella riscossione dei crediti, aspetto che portò all'adozione di misure preventive come la costituzione di un sistema di banche cittadine e di banche prestatrici di ultima istanza, tra cui spiccava la Banca di sviluppo del Giappone (日本開発銀行?, Nihon kaihatsu ginkō, conosciuta anche come JDB – Japan Development Bank), che divenne uno dei principali strumenti di attuazione della politica industriale nelle mani del MITI: essa infatti, attraverso il diritto di scegliere a quali industrie concedere prestiti, aveva la possibilità di guidare gli investimenti. Le industrie scelte dalla JDB furono infatti frutto di una selezione di tipo strategico: vennero favorite le aziende produttrici di energia elettrica, navi, carbone e acciaio.
La guerra di Corea portò un'ulteriore conseguenza: l'aumento globale dell'inflazione, che in Giappone, nonostante i provvedimenti messi in atto dal piano Dodge, risultava più alta rispetto alla media mondiale. Ciò portò ad una sopravvalutazione del tasso di cambio yen/dollaro fissato nel 1949. Questa serie di circostanze, insieme alla sopracitata Legge sul controllo dei cambi e del commercio estero, con la quale si subordinava all'approvazione del governo anche l'introduzione di tecnologie straniere, la relativa apertura al commercio estero e l'abolizione del controllo diretto e dei sussidi emessi da parte dello stato (che permise la rinascita di un'economia concorrenziale anche nel mercato interno), mise il paese nelle condizioni di dover faticare non poco per uscire dall'impasse dell'immediato dopoguerra. La supervalutazione dello yen dovuta al conflitto coreano aveva aumentato i costi di produzione delle industrie fondamentali come il carbone e l'acciaio, rendendo l'apparato industriale giapponese poco competitivo rispetto a quello di altre nazioni, come gli Stati Uniti. Per superare questo duplice ostacolo, ovvero gli elevati costi di produzione e la scarsa capacità concorrenziale delle industrie nipponiche in generale, l'opzione suggerita dal MITI non fu quella di proporre la svalutazione della moneta, bensì quella di migliorare la produzione attraverso un procedimento detto gōrika (合理化? letteralmente “razionalizzazione”). Con questo termine si intende l'aumento e la riorganizzazione della produzione attraverso l'investimento in nuove tecnologie, la cui introduzione fu resa possibile proprio dall'investimento dei profitti che risultarono dagli approvvigionamenti speciali forniti alle truppe delle Nazioni Unite durante la guerra di Corea. Questa scelta era già stata proposta al governo dallo stesso MITI in tempi non sospetti, nel 1949, con un documento, intitolato appunto Politica sulla razionalizzazione industriale (産業合理化に関する件?,  Sangyō gōrika ni kansuru ken) del 13 settembre, che l'esecutivo adottò. Questa linea guida continuò ad essere seguita durante il periodo successivo al conflitto coreano, e contribuì a gettare le basi per molti dei provvedimenti in chiave economico-industriale attuati negli anni successivi. Oltre alla Legge sul controllo dei cambi e del commercio estero, su questa linea ne vennero infatti promulgate diverse altre che, insieme ad altre prese di posizione di contorno, contribuirono a mettere in pratica le scelte di sostegno all'economia nazionale intraprese dal MITI. Difatti le decisioni derivanti dall'adozione di questa politica spaziarono dalla formazione del Consiglio per la razionalizzazione industriale (産業合理化審議会?,  Sangyō gōrika shingikai), alle prime critiche nei confronti della Legge antitrust del 1947, fino ad arrivare alla riforma del sistema fiscale, iniziata nel 1951 e protrattasi fino al 1953.. Essa, a livello industriale, si basava su una serie di agevolazioni tributarie concesse ad imprese selezionate e in deduzioni calcolate in funzione del totale delle esportazioni verso l'estero.
Un altro passaggio importante, frutto della politica della gōrika, fu l'approvazione della Legge per la promozione della razionalizzazione delle imprese (企業合理化促進法?,  Kigyō gōrika sokushin hō) del 14 marzo 1952, prima di una serie di cinquantotto provvedimenti sulla politica industriale promulgati tra il 1952 e il 1965, tutti elaborati dal MITI. La legge può essere riassunta in tre punti principali: in primo luogo, il governo aveva il potere di assegnare in modo diretto finanziamenti alle imprese per l'installazione sperimentale di nuovi macchinari, e allo stesso tempo dava la possibilità di ridurre oppure esentare totalmente dalla tassazione locale tutti gli investimenti effettuati in direzione dell'innovazione e della ricerca; in secondo luogo permetteva al governo di dare incentivi alle industrie selezionate dallo stesso governo e dal MITI per favorire l'installazione di nuovi macchinari, fino a coprire il 50% dei costi; infine, imponeva alle amministrazioni locali e a quella centrale la costruzione di infrastrutture con fondi pubblici per metterle poi a disposizione delle industrie private, sempre precedentemente selezionate dal governo.

### Fine dell'occupazione alleata
Questa lunga lista di azioni del Ministero aveva come obiettivo l'incentivazione della competitività internazionale del Giappone, ma la situazione economica reale era difficile: come già detto, gli anni della guerra di Corea e il periodo immediatamente successivo (1950-1954) furono caratterizzati da una forte instabilità, principalmente dovuta ai ritardi nei pagamenti delle commesse speciali. In particolare, le recessioni del 1951 e del 1954 causarono il fallimento di numerose industrie che pure avevano ricevuto aiuti governativi (ad esempio le acciaierie Amagasaki). Nel contempo, sul piano politico, erano accaduti eventi di grande importanza per il futuro del Giappone. L'8 settembre 1951, dopo una lunga preparazione, venne firmato il trattato di pace tra il Giappone e le Potenze Alleate a San Francisco. Esso prevedeva, oltre alle rinunce territoriali, l'evacuazione delle truppe straniere dal paese entro novanta giorni, ad eccezione di quelle americane che sarebbero rimaste provvisoriamente per garantirne la sicurezza. Inoltre il Giappone avrebbe dovuto pagare i danni causati ai paesi aggrediti nel corso della guerra, ma allo stesso tempo si riconosceva che, allo stato attuale, «non dispone[va] […] di risorse sufficienti per assicurare la riparazione completa di tutti questi danni […]». L'occupazione americana si concluse ufficialmente il 28 aprile 1952, rendendo il Giappone una nazione indipendente. Il 29 maggio, grazie all'intervento degli stessi Stati Uniti, il Paese fu ammesso al Fondo monetario internazionale e alla Banca internazionale per la ricostruzione e lo sviluppo; qualche anno dopo entrò a far parte anche dell'Accordo generale sulle tariffe e il commercio (GATT, 12 agosto 1955), anche se, in entrambi i casi, a titolo di paese sottosviluppato. La Banca Mondiale accordò diversi prestiti che vennero indirizzati alla costruzione di infrastrutture e centrali elettriche, come previsto dalla Legge per la promozione della razionalizzazione delle imprese. Il governo Yoshida, al termine dell'occupazione americana, ordinò subito una riorganizzazione delle istituzioni ereditate dallo SCAP, tra cui il Consiglio per la stabilizzazione economica (経済安定本部?, Keizai antei honbu), che il primo ministro voleva abolire. Il MITI invece fece pressioni per salvarlo, e ne propose un ridimensionamento: diventò così l'Agenzia per la deliberazione economica (経済審議庁?, Keizai shingi chō), e in seguito Agenzia per la pianificazione economica (経済企画庁?,  Keizai kikaku chō).
Lo stesso Ministero approfittò del progetto di riorganizzazione di Yoshida per rinnovarsi, diventando un organismo molto più snello ed efficiente. Tra il 1952 e il 1953 il Ministero entrò in forte polemica con un'istituzione creata dal Comando Supremo ancora esistente, la Commissione per lo scambio equo (公正取引委員会?,  Kōsei torihiki iinkai), che si occupava dell'attuazione della Legge Antitrust, per la cui modifica il Ministero premeva da tempo. Terminata l'occupazione americana, il MITI propose all'attenzione del Parlamento due progetti di legge che autorizzavano il Ministero a creare cartelli di piccole e medie imprese, da considerare come eccezioni alla legge Antitrust. Nello stesso periodo il ministro Okano, nella sua doppia veste di titolare del MITI e di direttore generale dell'Agenzia per la deliberazione economica, elaborò un piano volto al superamento della dipendenza economica dagli Stati Uniti che assumeva ancora la forma degli approvvigionamenti speciali. Questo piano, risalente al 1953, proponeva innanzitutto l'espansione delle esportazioni, anche attraverso il riallacciamento dei rapporti diplomatici con il Sudest asiatico. Il premier Yoshida, per quanto fosse d'accordo con la necessità di tagliare il più possibile i legami economici con gli Stati Uniti, rigettò il piano, non tanto per i contenuti, quanto per il fatto che la stessa idea di “piano economico” richiamava troppo le politiche dei paesi comunisti. Ma con l'aggravarsi della recessione, nel 1954, le idee di Okano, che nel frattempo si era dimesso, tornarono in auge. Il successore di Okano al vertice del MITI, Kiichi Aichi, riportò una versione aggiornata del piano di Okano all'attenzione del governo, e il MITI stesso mise in atto la sua strategia di politica industriale, che prevedeva anche la creazione di istituzioni per la promozione delle esportazioni, tra le quali spiccava l'Organizzazione per il commercio estero giapponese (日本貿易振興機構?,  Nihon bōeki shinkōkikō, nota come JETRO), il cui scopo principale era arginare il cosiddetto “commercio cieco”, ovvero l'esportazione indiscriminata di merci non prodotte specificamente per il mercato straniero, che veniva considerato controproducente dalla stessa organizzazione, e assistere le aziende nel pubblicizzare i prodotti giapponesi all'estero.
Alla caduta del governo Yoshida, il suo successore nonché rivale Ichirō Hatoyama riportò Tanzan Ishibashi al governo, come ministro del MITI. Da quel momento in poi quel ruolo sarebbe stato uno dei più importanti all'interno dell'esecutivo giapponese, dando inizio ad un periodo di influenza ancora più forte esercitata dal dicastero. Ishibashi ebbe l'idea di puntare sulla promozione dello sviluppo non solo delle esportazioni, ma anche dello stesso mercato interno. Questo venne favorito dalla riduzione della tassazione sui redditi attuata dal ministro delle Finanze Hayato Ikeda, che rese possibile la formazione di una società consumistica, in una fase prolungata di boom economico.
Il MITI, durante la prima metà degli anni Cinquanta, scelse di promuovere industrie considerate fondamentali come l'acciaio, l'energia elettrica, la cantieristica e i fertilizzanti chimici, per poi concentrarsi nella seconda metà del decennio su tessili sintetici, plastica, petrolchimica, automobili ed elettronica. Tali scelte politiche ebbero un riscontro assai positivo nell'economia reale. Già nel 1956, la stessa Agenzia per la pianificazione economica considerava terminata la ricostruzione dell'economia del paese. L'unico passo che rimaneva da fare, anche a causa delle pressioni internazionali, era rendere possibile la liberalizzazione dei flussi commerciali verso l'estero e la fluttuazione della moneta nei confronti delle valute straniere. Nel dicembre del 1959, si svolse a Tokyo una riunione del GATT, a seguito della quale il governo adottò il Piano per la liberalizzazione degli scambi e del commercio con l’estero (貿易・為替自由化計画 ?, Bōeki kawase jiyūka keikaku) il 24 giugno del 1960, da attuare nei tre anni successivi, che permise al Paese di raggiungere un livello di apertura tale per poter essere ammesso nell'OCSE. Sempre nel 1960 un altro piano venne approntato dall'Agenzia per la pianificazione economica, parte di una serie di proposte che negli anni tra il 1955 e il 1960 avevano avuto l'obiettivo di suggerire un indirizzo di sviluppo per il paese.